# Nederlands-Venezolaans grensverdrag
Het Nederlands–Venezolaans grensverdrag is een verdrag tussen het Koninkrijk der Nederlanden en Venezuela, dat de zeegrenzen tussen het grondgebied van het Koninkrijk der Nederlanden en Venezuela afbakent. Het verdrag regelt de zeegrenzen tussen Aruba en Venezuela, Curaçao en Venezuela en tussen Caribisch Nederland en Venezuela.
Het verdrag werd getekend op 31 maart 1978 in Willemstad, de hoofdstad van de toenmalige Nederlandse Antillen. Het verdrag trad op 15 december 1978 in werking. De ondertekenaars waren premier Boy Rozendal van de Nederlandse Antillen namens het Koninkrijk der Nederlanden en minister Simón Alberto Consalvi van Buitenlandse zaken van Venezuela.
De tekst van het verdrag regelt de complexe zeegrens tussen beide landen, daarvoor is de grens opgedeeld in vier maritieme zones:
- Sector A creëert in het westen een grens tussen de zee ten westen van Aruba en het Venezolaanse vasteland;
- Sector B creëert in het zuiden een grens tussen de Nederlandse Benedenwindse eilanden (ABC-eilanden) en het Venezolaanse vasteland;
- Sector C creëert in het oosten een grens tussen de Nederlandse bijzondere gemeente Bonaire en de Venezolaanse Benedenwindse eilanden;
- Sector D creëert in het noorden een (zuidelijke) grens tussen de Nederlandse bijzondere gemeenten Saba en Sint-Eustatius enerzijds en het Venezolaanse eiland Isla de Aves anderzijds.

De meest oostelijke punt van sector C en de meest westelijke punt van sector D zijn aan elkaar verbonden door de oost-westzeegrens tussen de Verenigde Staten en Venezuela. Het verdrag van deze zeegrens werd slechts een paar dagen voor het Nederlands-Venezolaanse grensverdrag getekend.
Op sommige plaatsen werd het verloop van de grens aangepast aan het natuurlijke verloop van de zeebodem. Dit in verband met mogelijke ligging van olievelden en andere minerale afzettingen in het gebied.